# جان کارپنتر (برنده مسابقه)
جان کارپنتر (انگلیسی: John Carpenter؛ زادهٔ ۲۴ دسامبر ۱۹۶۷) یک شرکت کننده نمایش بازی آمریکایی و کارمند شرکت دولتی خدمات درآمد داخلی آمریکا است. او یازدهمین شرکت کننده پردرآمد نمایش بازی آمریکایی در تمام دوران است. کارپنتر بیشتر به دلیل تبدیل شدن به اولین برنده جایزه برتر در نسخه آمریکایی Who Wants to Be a Millionaire و اولین برنده جایزه برتر در کل مجموعه چه کسی می‌خواهد یک میلیونر باشد بود. او رکورد بزرگترین برد در تاریخ نمایش بازی‌های ایالات متحده را داشت تا اینکه توسط رحیم اوبرهولتزر با برنده شدن ۱٫۱۲ دلار شکسته شد. اوبرهولتز ۱٫۱۲ میلیون در یکی دیگر از نمایش‌های مسابقه ایالات متحده به نام بیست و یک برنده شد.
در اپیزود ۱۹ نوامبر ۱۹۹۹ میلیونر، کارپنتر بدون استفاده از هیچ گونه روش‌هایی حمایتی نظیر تماس با دیگران که در این مسابقات معمول بود برنده شد. او در حالی که به سؤال نهایی و یک میلیون دلاری رسید از شانس خورد برای تماس با دیگران استفاده کرد و به پدرش زنگ زد تا جواب سؤال مسابقه را از او بپرسد، اما او به جای پرسیدن سؤال به پدرش گفت که نیاز به کمک ندارد و صرفاً به خاطر این با اون تماس گرفته که به وی خبر دهد یک میلیون دلار برده‌است. در نهایت کارپنتر به این سؤال یک میلیون دلاری به درستی پاسخ داد و اولین میلیونر سریال شد. برد او به او شهرت ملی داد و منجر به حضور در برنامه‌های گفتگوی متعدد و همچنین حضورهای بعدی در میلیونر شد.

## چه کسی می‌خواهد میلیونر شود
کارپنتر در ابتدا به میلیونر بی علاقه بود، اما در نهایت یک شب بعد از شام در حالی که دوستانش را در خانه اش داشت، تسلیم شد. وقتی متوجه شد که سؤالات سطح بالاتر برنامه از سؤالات سطح پایین‌تر دشوارتر نیست، تصمیم گرفت برای فرصتی برای شرکت در مسابقه با خط تلفن برنامه تماس بگیرد. کارپنتر به تمام سوالات خط تلفن به درستی پاسخ داد و ظرف دو روز در برنامه حضور داشت.
مجری برنامه، رجیس فیلبین، کارپنتر را اینگونه توصیف کرد که "سریع از میان آن چهارده سوال اول عبور کرد"، او بدون استفاده از هیچ‌یک از خطوط حیاتی خود به پرسش نهایی رسید. سؤال ۱ میلیون دلاری این بود: "کدام یک از این روسای جمهور ایالات متحده در سریال تلویزیونی " :Laugh in " ظاهر شد ؟، با گزینه‌های الف) لیندون جانسون، ب) ریچارد نیکسون، ج) جیمی کارتر، و د) جرالد فورد. کارپنتر از روش Phone-A-Friend خود استفاده کرد تا با پدرش تماس بگیرد البته نه برای کمک، بلکه به او اطلاع دهد که پاسخ را می‌داند. کارپنتر بعداً گفت: «فکر می‌کردم اگر از هیچ از گزینه‌های حمایتی استفاده نکنم، خیلی مغرور به نظر می‌رسم، بنابراین آن را جعل کردم.»
با پیروزی خود، کارپنتر اولین شرکت کننده در مجموعه جهانی Who Wants to Be a Millionaire بود که برنده جایزه برتر و یک میلیون دلاری نمایش شد. کارپنتر در حالی که پس از پیروزی و کسب ۱ میلیون دلار خود به تعطیلات می‌رفت، به فکر ترک شغل خود با سازمان امور مالیاتی افتاد، اما در نهایت شغل خود را ترک نکرد.